# Only Love Can Break Your Heart
Only Love Can Break Your Heart är en låt skriven av Neil Young och inspelad av honom 1970. Det är den tredje låten på Youngs album After the Gold Rush och den gavs även ut som singel. Låten är en lugn ballad med sparsmakad instrumentering och en text om kärlekens konsekvenser. Den kom att bli hans första topp 40-hit i USA och nådde plats 33 på Billboard Hot 100-listan.
Låten har även spelats in av bland andra Jackie DeShannon, Elkie Brooks, Saint Etienne, Psychic TV, Juliana Hatfield, Nils Lofgren och Florence and the Machine.